# Vitalie Belousov
Vitalie Belousov (n. 2 mai 1930, Bălți, județul interbelic Bălți, România – d. 4 august 2015, Iași) a fost un inovator, inventator, profesor universitar, doctor inginer român.

## Biografie

### Familie, primii ani
S-a născut în orașul Bălți (azi în Republica Moldova) în familia lui Pavel și Maria Belousov, având și trei frați. Tatăl său a fost o vreme profesor de educație fizică, ca mai apoi să fie numit șef al Oficiului de plasare a forței de muncă în municipiul Bălți. A învățat la Școala primară nr. 2 din localitatea natală. Evenimentele dramatice din 1940, cedarea Basarabiei Uniunii Sovietice, i-a adus elevului Belousov prejudicii irecuperabile. Tatăl său este arestat de autoritățile sovietice și deportat (pe motiv că a fost ofițer în armata țaristă, deși nu a luptat împotriva bolșevicilor) într-un lagăr de exterminare din regiunea Kirov. După deportarea tatălui, decedează mama sa, copiii rămânând orfani.

### Educație, carieră didactică, inventică
Într-o atare situație, Vitalie Belousov se încumetă să-și facă studiile la Liceul de băieți Ion Creangă din Bălți, unde în anii 1942– 1944 urmează cu succes primele două clase. În anul de învățământ 1942/1943 la examenul de bursă susținut de elevii claselor I– IV Vitalie Belousov se plasează pe locul 10 (din 43 de elevi) cu media 8,25, cea mai mare medie fiind de 8,75, și pe al doilea loc în clasa sa.
În 1944 Vitalie Belousov își întrerupe studiile, deoarece liceul este evacuat la Deva, dar el se refugiază peste Prut și își continuă studiile în România, la Liceul „Tudor Vladimirescu” din  Târgu Jiu, Liceul „Șt. O. Iosif” din Odorhei și Liceul „Roman Vodă” din Roman.  După absolvirea Liceului „Roman Vodă” din Roman, între anii 1949– 1953 e student al Institutului Politehnic din Iași, Facultatea de Mecanică, secția Mașini de lucru cu examenul de stat susținut în februarie 1954, obținând diploma de inginer mecanic. A fost angajat ca asistent la Institutul Politehnic din Iași în 1954, ocupând pe rând următoarele funcții didactice: asistent (1954-1958), șef de lucrări (1958-1968), conferențiar (1968-1972), profesor (1972- 2015) la disciplina Proiectarea sculelor așchietoare. În anul 1966 a susținut teza de doctorat cu titlul Studiul și elaborarea metodei de ascuțire cilindro-eliptice a burghielor elicoidale, sub conducerea prof. dr. doc. Toma  Fărcaș, obținând titlul științific de doctor inginer în domeniul Tehnologia metalelor. În anii 1974– 1976 este prodecan al Facultății de Mecanică. În anii 1984– 1990 este  Șef al Catedrei de Mașini Unelte și Scule, iar în februarie 1990 Senatul Universității Tehnice din Iași l-a ales rector, post ocupat până în 1996. A fost conducător de doctorat în domeniile Așchiere și scule așchietoare, Bazele creației inginerești, Inginerie industrială. Între 1991-2004, a fost director general al Institutului Național de Inventică Iași. A fost președinte al Comisiei de Inventică a Academiei Române (1985-2000), președinte de onoare al Societății Inventatorilor din România (din 1990). Printre cei mai importanți inventatori ai lumii, profesorul Belousov are peste 150 de invenții, peste 180 de lucrări științifice, peste 30 monografii, tratate, cursuri. Dintre invențiile medaliate cu aur fac parte: Frână centrifugală autoreglabilă; Procedeu de ascuțire a burghielor elicoidale; Freză ROMASCON; Aparat de zbor fără motor; Freză frontală cu plăcuțe metalo-ceramice; Turbină eoliană; Mașină de ascuțit freze cu dantură curbilinie; Cuțit armat cu răcire internă.   
Una dintre cele mai cunoscute invenții ale sale este freza frontală cu dinți demontabili, cu ascuțire continuă , cunoscută sub denumirea freză ROMASCON

## Distincții
Vitalie Belousov a obținut 71 de medalii de aur, 7 ordine europene și de stat și 9 titluri internaționale:
- Crucea de Cavaler al ordinului „Meritul Inventiv” (Bruxelles, „EUREKA”, 1995)
- Crucea de Ofițer al Ordinului „Meritul Inventiv” al Belgiei (1996)
- Crucea de Ofițer al Ordinului „Meritul Belgo-Spaniol” (1996)
- Ordinul „Meritul European” (1996)
- Ordinul „Curtoazie Europeană” (1996)
- Crucea de Comandor al ordinului „Meritul Inventiv” (Bruxelles, 1996)
- Ordinul Național „Steaua României” în grad de cavaler (2002)
- Ordinul Muncii Clasa III (1972)
- Ordinul Muncii Clasa III (1983)

A primit titlul de Doctor Honoris Causa al universităților din Chișinău, Bălți (Republica Moldova) și din Vinnița, Ucraina. A fost membru de onoare al Academiei Europene de Arte (Belgia).